# Saison 3 d'Alias
Chronologie
Saison 2 Saison 4
Cet article présente la troisième saison de la série d'espionnage américaine Alias.

## Synopsis de la saison
Sydney se réveille à Hong Kong. Perdue et déboussolée, elle reprend contact avec la CIA. Elle apprend qu'elle est déclarée morte... depuis deux ans. À son réveil, elle découvre que Michael Vaughn est désormais marié et a quitté l'agence, que son père est emprisonné depuis un an ou encore que Marcus Dixon est à la tête de la section. De plus, Arvin Sloane n'est plus recherché et a collaboré avec le gouvernement. Il est aujourd'hui le PDG d'une organisation philanthropique appelée Omnifam. Quant à Will, il est désormais témoin protégé.
Sydney va tenter de reprendre sa vie en essayant de découvrir ce qui lui est arrivé durant ces deux années dont elle n'a aucun souvenir. Elle va aussi affronter une nouvelle organisation, le Covenant, composée en partie d'anciens du KGB.
Sydney va devoir également gérer sa relation avec Michael Vaughn, tout en devant collaborer avec la nouvelle compagne de ce dernier, Lauren Reed, qui travaille pour le Conseil de sécurité nationale.

## Distribution

### Acteurs principaux
- Jennifer Garner (VF : Laura Blanc) : Sydney Bristow
- Victor Garber (VF : Marcel Guido) : Jack Bristow
- Michael Vartan (VF : Éric Legrand) : Michael Vaughn
- Carl Lumbly (VF : Jean-Louis Faure) : Marcus Dixon
- Kevin Weisman (VF : José Luccioni) : Marshall J. Flinkman
- Greg Grunberg (VF : Cyrille Artaux) : Eric Weiss
- Ron Rifkin (VF : Max André) : Arvin Sloane (21 épisodes)
- David Anders (VF : Denis Laustriat) : Julian Sark (20 épisodes)
- Melissa George (VF : Laurence Dourlens) : Lauren Reed (19 épisodes)

### Acteurs récurrents
- Kurt Fuller : Robert Lindsey, directeur du NSC (6 épisodes)
- Patricia Wettig (VF : Véronique Augereau) : Dr Judy Barnett (5 épisodes)
- Mark Bramhall : Andrian Lazarey (4 épisodes)
- Amanda Foreman : Carrie Bowman (3 épisodes)
- Mía Maestro (VF : Barbara Delsol) : Nadia Santos (3 épisodes)
- Isabella Rossellini (VF : Martine Irzenski) : Katya Derevko (3 épisodes)
- Merrin Dungey (VF : Isabelle Ganz) : Francie Calfo (2 épisodes)
- Bradley Cooper (VF : Damien Boisseau) : Will Tippin (1 épisode)
- Terry O'Quinn (VF : Michel Le Royer) : Kendall, directeur adjoint du FBI (1 épisode)
- Ric Young (VF : Philippe Peythieu) : Dr Zhang Lee (1 épisode)

### Invités
- Djimon Hounsou : Kazari Bomani (3 épisodes)
- Clifton Collins Jr. : Javier Parez (3 épisodes)
- Peggy Lipton : Olivia Reed (3 épisodes)
- Justin Theroux : Simon Walker (2 épisodes)
- Richard Roundtree (VF : Med Hondo) : Brill (2 épisodes)
- David Cronenberg (VF : Nicolas Marié) : Dr Brezzel (2 épisodes)
- Vivica A. Fox (VF : Danièle Douet) : Toni Cummings (2 épisodes)
- Quentin Tarantino (VF : Jean-Philippe Puymartin) : McKenas Cole (2 épisodes)
- Griffin Dunne : Leonid Lisenker (2 épisodes)
- Raymond J. Barry : George Reed (2 épisodes)
- Glenn Morshower : Marlon Bell (2 épisodes)
- Ricky Gervais : Daniel Ryan (1 épisode)
- David Carradine : Conrad (1 épisode)
- Erick Avari : Dr Vasson (1 épisode)
- Arnold Vosloo : Mr. Zisman (1 épisode)
- François Chau : Mr. Cho (1 épisode)
- Stana Katic : Hôtesse de l'air (1 épisode)

## Liste des épisodes
Sources : Annu Séries

### Épisode 1:Post mortem
- États-Unis : 28 septembre 2003 sur ABC
- France : 2 mars 2004 sur Téva

- Amanda Foreman (Carrie Bowman)
- Kurt Fuller (Robert Lindsey)
- Adam Alexi-Malle (en) (Bernard)
- Emma Bering (assistante)
- Michael Berry Jr. (Scott Kingsley)
- Erik Betts (Combattant)
- Ashley Cusato (Susan)
- Oleg Taktarov (Volkov)

- Bradley Cooper, Merrin Dungey et Lena Olin n'apparaissent plus au générique, alors que Greg Grunberg et Melissa George y font leur apparition.
- Melissa George et David Anders n'apparaissent pas dans l'épisode.
- Pour la troisième année de la série, les scénaristes bouleversent encore une fois la dynamique de la série et les rapports entre les différents personnages. L'axe principal de ce début de saison va être la quête des deux années manquantes de Sydney.

### Épisode 2:Monnaie d'échange
- États-Unis : 5 octobre 2003 sur ABC
- France : 2 mars 2004 sur Téva

- Kurt Fuller (Lindsey)
- Bill Bolender (Oleg)
- Andrew Borba (Jim)
- Brad Greenquist (Otto)
- B.K Kennelly (barman)
- Igor Korosec (le concierge)
- Al Sapienza (Tom)
- Fabio Serafini (Peter Klein)
- Adrian Sparks (Dr Siegel)
- Stephanie Venditto (Cathy)
- Ilia Volokh (San'ko)
- James K. Ward (Rotter)

### Épisode 3:Arme secrète
- États-Unis : 12 octobre 2003 sur ABC
- France : 9 mars 2004 sur Téva

- Scott Adsit (Pierre Lagravenese)
- Mark Ivanir (Oransky)

### Épisode 4:Chaînon manquant
- États-Unis : 19 octobre 2003 sur ABC
- France : 16 mars 2004 sur Téva

- Amanda Foreman (Carrie Bowman)
- Clifton Collins Jr. (Javier Parez)
- Carlos Del Omo (Bouncer)
- Elena Evangelo (la princesse Demetria)
- Timothy V. Murphy (Avery Russet)
- Elizabeth Penn Payne (Carolyn)
- Ray Proscia (Lazzlo Bodgen)
- Justin Theroux (Simon Walker)

### Épisode 5:Black Jack
- États-Unis : 26 octobre 2003 sur ABC
- France : 23 mars 2004 sur M6

- Clifton Collins Jr. (Javier Parez)
- Djimon Hounsou (Kazari Bomani)
- Virginie Pereira (la réceptionniste)
- Garret Sato (Chef Yakuza)
- Justin Theroux (Simon Walker)

### Épisode 6:Noir et Blanc
- États-Unis : 2 novembre 2003 sur ABC
- France : 30 mars 2004 sur M6

- Kurt Fuller (Robert Lindsey)
- Merrin Dungey (Allison Doren)
- Alec Mapa (un technicien du NSC)

### Épisode 7:Sans issue
- États-Unis : 9 novembre 2003 sur ABC
- France : 6 avril 2004 sur M6

- Kevin Sutherland (l'agent Blake)
- George Cheung (le ministre chinois de la Défense Woo)
- Clifton Collins Jr. (Javier Parez)
- Adrian Sparks (Dr Siegel)

### Épisode 8:Volte-face
- États-Unis : 23 novembre 2003 sur ABC
- France : 13 avril 2004 sur M6

- Kurt Fuller (Robert Lindsey)
- Erick Avari (Dr Vasson)
- Pancho Demmings (le premier policier militaire)
- Richard Roundtree (Thomas Brill)
- Pruitt Taylor Vince (Campbell / Schapker)

- Le nom du détenu est Schapker, en référence à Alison Schapker scénariste d'Alias.
- David Anders n'apparaît pas dans cet épisode.

### Épisode 9:Salle 47
- États-Unis : 30 novembre 2003 sur ABC
- France : 20 avril 2004 sur M6

- Kurt Fuller (Robert Lindsey)
- Mark Bramhall (Andrian Lazarey)
- David Cronenberg (Dr Brezzel)
- Erica Leerhsen (Kaya)
- Tristin Mays (Robin Dixon)
- Sarah K. Peterson (Sydney à 7 ans)

### Épisode 10:Jeux de piste
- États-Unis : 7 décembre 2003 sur ABC
- France : 27 avril 2004 sur M6

- Kurt Fuller (Robert Lindsey)
- Mark Bramhall (Andrian Lazarey)
- Bradley Cooper (Will Tippin)
- David Cronenberg (Dr Brezzel)
- Merrin Dungey (Allison Doren)

- Cet épisode marque le grand retour de Will Tippin qui accompagne cette fois Sydney lors d'une de ses missions secrètes.
- C'est dans cet épisode que l'on apprend le prénom de M. Sark : Julian.
- Melissa George n'apparaît pas dans cet épisode.

### Épisode 11:Passé recomposé
- États-Unis : 11 janvier 2004 sur ABC
- France : 4 mai 2004 sur M6

- Terry O'Quinn (Kendall)
- Bill Bolender (Oleg)
- Mark Bramhall (Lazarey)
- Quentin Tarantino (McKenas Cole, voix - non crédité)

- Ron Rifkin n'apparaît pas dans cet épisode. Son personnage n'apparaît qu'en flash-back.
- Cet épisode fait le point sur les deux années manquantes de Sydney, et donne toutes les clés au spectateur, abandonnant donc ainsi la trame narrative qui était censée durer toute la saison, mais qui a été écourtée, la production ayant tenu compte de la réaction des internautes.
- À partir de cet épisode, la mythologie Rambaldi, mise de côté au cours de la première partie de la saison 3, est de nouveau au centre de l'intrigue.

### Épisode 12:Ennemi intérieur
- États-Unis : 18 janvier 2004 sur ABC
- France : 11 mai 2004 sur M6

- Isabella Rossellini (Katya Derevko)
- François Chau (M. Cho)
- Byron Chung (Colonel Yu)
- Buddy Dolan (Doug Hayes)
- Griffin Dunne (Leonid Lisenker)
- Randall Park (un soldat coréen)
- Arnold Vosloo (M. Zisman)

- Isabella Rossellini (Katya Derevko) et Griffin Dunne (Leonid Lisenker) apparaissent en guest-stars.

### Épisode 13:Nid d'aigle
- États-Unis : 15 février 2004 sur ABC
- France : 18 mai 2004 sur M6

- Amanda Foreman (Carrie Bowman)
- Patricia Wettig (Dr Judy Barnett)
- Ian Buchanan (Johannes Gathird)
- Buddy Dolan (Doug Hayes)
- Vivica A. Fox (Toni Cummings)
- Quentin Tarantino (McKenas Cole)

### Épisode 14:Duel masqué
- États-Unis : 7 mars 2004 sur ABC
- France : 25 mai 2004 sur M6

Patricia Wettig (Dr Judy Barnett)

### Épisode 15:Sueurs froides
- États-Unis : 14 mars 2004 sur ABC
- France : 1er juin 2004 sur M6

- Griffin Dunne (Leonid Lisenker)
- Ricky Gervais (Daniel Ryan)
- Stana Katic (l'hôtesse de l'air)
- Patricia Wettig (Dr Judy Barnett)

- Cet épisode substitue un plan d'ensemble de la ville de Cork pour Belfast[pas clair].
- Melissa George n'apparaît pas dans cet épisode.

### Épisode 16:Trou noir
- États-Unis : 21 mars 2004 sur ABC
- France : 8 juin 2004 sur M6

- Patricia Wettig (Dr Judy Barnett)
- Raymond J. Barry (le sénateur George Reed)
- Tristin Mays (Robin Dixon)
- Daniel E. Smith (Steven Dixon)

### Épisode 17:Le Passager
- États-Unis : 28 mars 2004 sur ABC
- France : 15 juin 2004 sur M6

- Raymond J. Barry (le sénateur George Reed)
- Djimon Hounsou (Kazari Bomani)
- Peggy Lipton (Olivia Reed)
- Stephen Spinella (Kishell)

### Épisode 18:Il Dire
- États-Unis : 11 avril 2004 sur ABC
- France : 22 juin 2004 sur M6

- Djimon Hounsou (Kazari Bomani)
- Morgan Weisser (Cypher)

### Épisode 19:Compte à rebours
- États-Unis : 18 avril 2004 sur ABC
- France : 29 juin 2004 sur M6

- Patricia Wettig (Dr Judy Barnett)
- David Carradine (Conrad)
- Peggy Lipton (Olivia Reed)
- Glenn Morshower (l'agent Bell)

### Épisode 20:Protocole enfer
- États-Unis : 25 avril 2004 sur ABC
- France : 6 juillet 2004 sur M6

- Mía Maestro (Nadia Santos)
- Glenn Morshower (l'agent Bell)
- Richard Roundtree (Thomas Brill)

### Épisode 21:Traque infernale
- États-Unis : 2 mai 2004 sur ABC
- France : 13 juillet 2004 sur Téva

- Mía Maestro (Nadia Santos)
- Isabella Rossellini (Katya Derevko)
- Vivica A. Fox (Toni Cummings)
- Ric Young (le "dentiste")

### Épisode 22:Résurrection
- États-Unis : 23 mai 2004 sur ABC
- France : 20 juillet 2004 sur Téva

- Mía Maestro (Nadia Santos)
- Isabella Rossellini (Katya Derevko)